# پگی وایل
پگی وایل (انگلیسی: Pegi Vail؛ زادهٔ) انسان‌شناس، استاد، فیلم مستند، travel & cultural consultant اهل ایالات متحده آمریکا است.
وی همچنین برندهٔ جوایزی همچون برنامه فولبرایت شده‌است.